# Joni Huntley
Johanna Luann (Joni) Huntley po mężu Rueter (ur. 4 sierpnia 1956 w McMinnville, w stanie Oregon) – amerykańska lekkoatletka, skoczkini wzwyż.
10 sierpnia 1984 zdobyła brązowy medal Igrzysk Olimpijskich w Los Angeles. Ustanowiła wówczas swój rekord życiowy (1,97 m). Osiem lat wcześniej w Montrealu zajęła 5. miejsce. Do jej osiągnięć należą również dwa medale igrzysk panamerykańskich (Meksyk 1975 – złoto & Caracas 1983 – brąz).
Czterokrotnie była mistrzynią Stanów Zjednoczonych na otwartym stadionie (1974, 1975, 1976, 1977) i również czterokrotnie w hali (1974, 1975, 1977, 1981). Wielokrotna rekordzistka USA.